# خطاب حالة الاتحاد

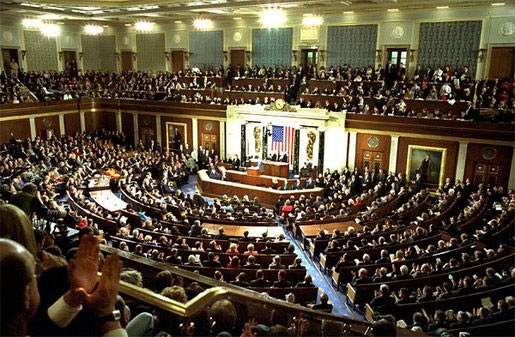
الرئيس السابق جورج بوش الإبن يلقي خطبة حالة الدولة عام 2003

خطبة حالة الدولة هو خطاب سنوي يلقيه رئيس الولايات المتحدة الأمريكية أمام جلسة مشتركة للكونغرس الأمريكي (مجلسي النواب والشيوخ) في مبنى الكابيتول. يقر الرئيس في هذه الخطبة حال الأمة ويضع تصوراً للأجندة التشريعية والأولويات الوطنية أمام الكونغرس.